# Eva Blimlinger

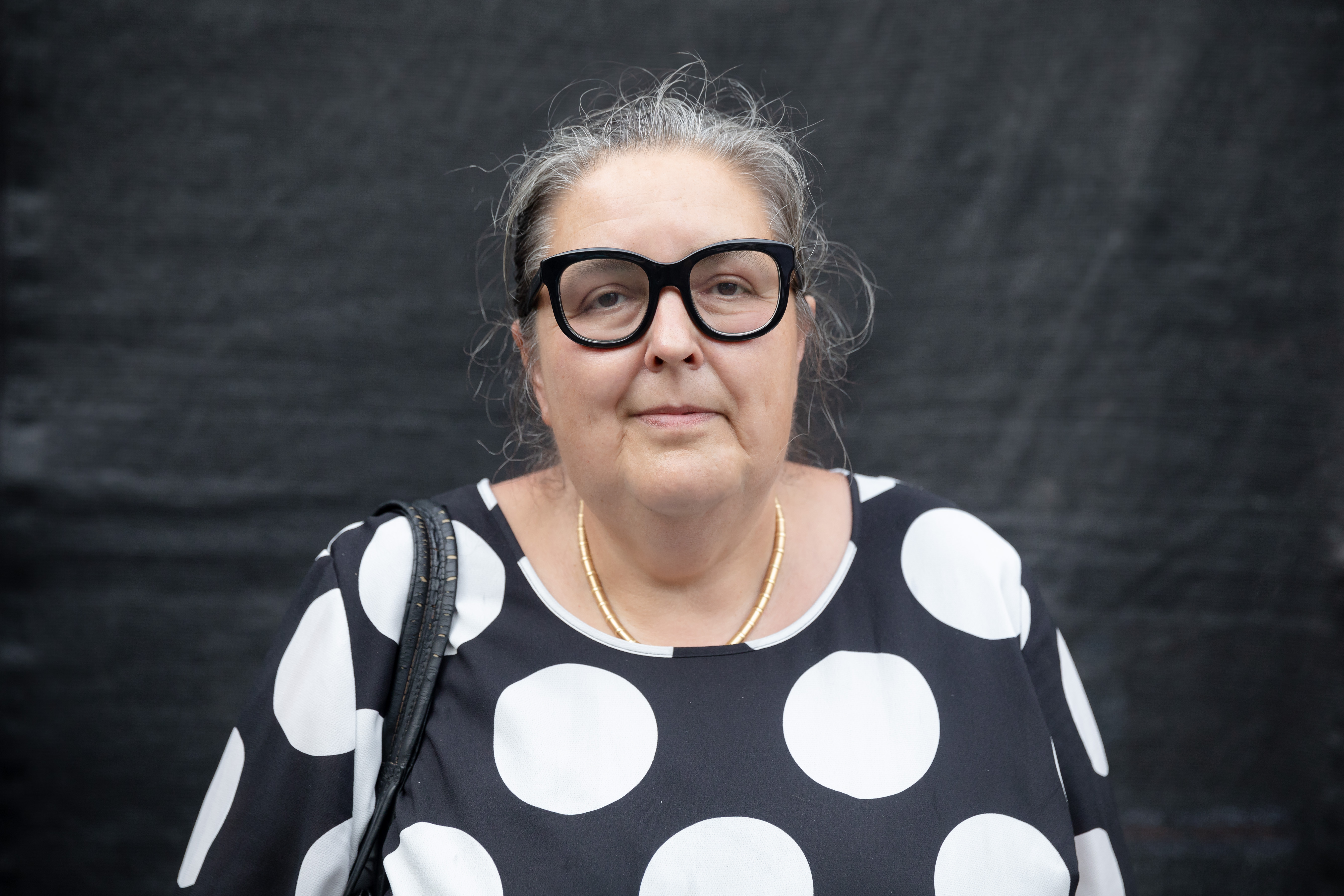
Eva Blimlinger (2018)

Eva Blimlinger (* 12. September 1961 in Wien) ist eine österreichische Historikerin und Politikerin (Die Grünen).
Von 2011 bis September 2019 war sie Rektorin der Akademie der bildenden Künste Wien. Von Jänner 2018 bis Juni 2019 war sie Präsidentin der Österreichischen Universitätenkonferenz. Vom 23. Oktober 2019 bis zum 23. Oktober 2024 war sie Abgeordnete zum österreichischen Nationalrat.

## Herkunft und Ausbildung
Eva Blimlinger und ihr Bruder Thomas Blimlinger sind Enkel des österreichischen Juristen, ehemaligen Justizministers und Sportfunktionärs Josef Gerö.
Blimlinger maturierte 1979 am Wirtschaftskundlichen Realgymnasium GRG15 Auf der Schmelz im 15. Wiener Gemeindebezirk und begann im Anschluss ein Lehramtsstudium für Deutsche Philologie, Geschichte und Sozialkunde an der Universität Wien, das sie 1991 mit dem akademischen Grad Magistra abschloss.

## Berufliche Karriere
Von 1991 bis 1992 war sie Gleichbehandlungsbeauftragte der österreichischen Rektorenkonferenz und von 1992 bis 1999 Leiterin des Büros für Öffentlichkeitsarbeit der Hochschule für angewandte Kunst Wien. Von 1999 bis 2004 war sie Forschungskoordinatorin der österreichischen Historikerkommission und gleichzeitig von 2002 bis 2004 Geschäftsführerin des Stipendienprogramms Premiere. 2004 wurde sie Leiterin der Abteilung für Projektkoordination und Prozessmanagement Kunst und Forschungsförderung an der Universität für angewandte Kunst.
2011 wurde sie zur Rektorin der Akademie der bildenden Künste gewählt. Damit stieg der Anteil an Rektorinnen in Österreich von 0 auf 19 Prozent, da innerhalb eines Jahres auch die Molekularbiologin Sonja Hammerschmid, die Werkstofftechnikerin Sabine Seidler und die Neuropsychologin Christa Neuper zu Rektorinnen gewählt wurden. Mit Andrea B. Braidt und Karin Riegler als Vizerektorinnen führte Blimlinger 2011–2019 an der Akademie der bildenden Künste Wien das erste gänzlich weibliche Rektorat.
Bis 2019 war Blimlinger zuständig für die wissenschaftliche Koordination der Kommission für Provenienzforschung sowie Mitglied und stellvertretende Vorsitzende des beim Bundesministerium für Unterricht, Kunst und Kultur eingerichteten Kunstrückgabebeirates.
Im Dezember 2017 wurde Blimlinger als Nachfolgerin von Oliver Vitouch zur Präsidentin der österreichischen Universitätenkonferenz für die Funktionsperiode 2018 bis 2019 gewählt.
Am 7. Mai 2019 wurde Johan Frederik Hartle vom Universitätsrat zum Rektor der Akademie der bildenden Künste Wien gewählt. Er folgte in dieser Funktion mit Oktober 2019 Eva Blimlinger nach.

## Politik
Von 2007 bis März 2018 war Eva Blimlinger ein von den Grünen nominiertes Mitglied des ORF-Publikumsrats.
Nachdem Blimlinger ihr Interesse bekundet hatte, als Kandidatin der Grünen zur Nationalratswahl in Österreich 2019 anzutreten, wurde sie im Zuge der 81. Landesversammlung der Wiener Grünen am 22. Juni 2019 auf Platz vier der Landesliste für die Wahl gewählt. Infolgedessen legte sie mit Wirkung vom 1. Juli 2019 die Präsidentschaft der Universitätenkonferenz zurück und errang am 29. September eines der 26 grünen Mandate im Nationalrat. Sie ist Kultursprecherin ihrer Partei, kam aber bei der Regierungsbildung im Jänner 2020 als Kulturstaatssekretärin nicht zum Zug, da ihr Ulrike Lunacek vorgezogen wurde. Darüber habe sie sich sehr geärgert, weil diese nicht aus dem Kulturbereich komme, gab sie am 13. Mai 2020 in einem Interview zu. Nur zwei Tage nach diesem Statement trat Lunacek zurück, Blimlinger bekundete jedoch kein weiteres Interesse an der Funktion.
Blimlinger ist gedenkpolitische Sprecherin der Grünen.

## Stellungnahmen
Auf die Frage „Was tun mit Hitlers Geburtshaus?“ hat Eva Blimlinger im Dezember 2014 im jüdischen Stadtmagazin Wina geantwortet:

„Erstens: Die Republik muss das Haus von Gerlinde Pommer erwerben. Zweitens muss parallel dazu ein Nutzungskonzept entwickelt werden, in dem jedenfalls Nationalsozialismus und darüber hinausgehende Fragestellungen wie Krieg, Genozide, Rassismus thematisiert werden. Und drittens sollte das möglichst sofort passieren.“

## Auszeichnungen
- 2006: Willy und Helga Verkauf-Verlon Preis für antifaschistische österreichische Publizistik[21]
- 2016: Goldenes Ehrenzeichen für Verdienste um das Land Wien
- 2019: Großes Goldenes Ehrenzeichen für Verdienste um die Republik Österreich